# Fjends Folkeblad
Fjends Folkeblad er en ugeavis der dækker området i det tidligere Fjends Herred og Fjends Kommune. Avisen udkom for første gang den 10. januar 1941 under navnet Fjends Herreds Folkeblad. Den 13. juni 2012 kunne man for første gang også læse avisen på internettet. 
Den har siden 2019 været ejet af Mediehuset Herning Folkeblad. Efter at Skive Folkeblad i oktober 2020 også fik Herning Folkeblad som ejer, blev Fjends Folkeblad udgivet fra Skive.
I slutningen af august 2023 udkom Fjends Folkeblad for sidste gang som en særskilt avis, da den blev en del af ugeavisen Skive Folkeblad Onsdag, der bliver husstandsomdelt i blandt andet postnumrene 7800 Skive, 7840 Højslev og 8850 Stoholm.